# منتخب باراغواي لكرة القدم الشاطئية
منتخب باراغواي لكرة القدم الشاطئية (بالإسبانية: Selección de fútbol playa de Paraguay) هو ممثل باراغواي الرسمي في المنافسات الدولية في كرة قدم شاطئية ، يديريه اتحاد باراغواي لكرة القدم.